# P230
P230 – francuski silnik rakietowy na paliwo stałe, stanowiący jednocześnie człon dodatkowy rakiet rodziny Ariane 5. Rozwijany w latach 1966–2005. Użyty 44 razy.